# Saint-Grégoire (Tarn)
Saint-Grégoire is een gemeente in het Franse departement Tarn (regio Occitanie) en telt 328 inwoners (1999). De plaats maakt deel uit van het arrondissement Albi.

## Geografie
De oppervlakte van Saint-Grégoire bedraagt 12,8 km², de bevolkingsdichtheid is 25,6 inwoners per km².
De onderstaande kaart toont de ligging van Saint-Grégoire (Tarn) met de belangrijkste infrastructuur en aangrenzende gemeenten.

## Demografie
Onderstaande figuur toont het verloop van het inwonertal (bron: INSEE-tellingen).